# The Message Is Love
The Message Is Love es el décimo álbum de estudio del cantante, compositor y productor estadounidense Barry White, lanzado el 16 de octubre de 1979 por la compañía discográfica Unlimited Gold, subsidiaria de CBS, una vez se marchó de la compañía en la que tanto tiempo había estado, 20th Century-Fox Records, por lo que el interés por el álbum fue grande. No obstante, y a pesar de que el disco se convirtió en una decepción tanto ccrítica como comercialmente, fue certificado disco de oro por RIAA. Careciendo de un sencillo de éxito que pudiera impulsar las ventas del álbum, se mantuvo fuera del Top 10 en cuanto a las listas de Álbumes R&B, llegando a la posición #14, y alcanzando la posición #67 en las listas pop. La pobre presencia del álbum desplomó la carrera de White a principios de la década de 1980, y ningún otro álbum de la década llegó al Top 100 de la lista Billboard.

## Listado de canciones
| Side one |                                                                    |          |  |
| N.º      | Título                                                             | Duración |  |
| 1.       | «It Ain't Love, Babe (Until You Give It)» (B. White, P. Politi)    | 7:40     |  |
| 2.       | «Hung Up In Your Love» (B. White, P. Politi)                       | 8:04     |  |
| 3.       | «You're the One I Need» (B. White, Smead Hudman)                   | 8:00     |  |
| 4.       | «Any Fool Could See (You Were Meant for Me)» (B. White, P. Politi) | 8:00     |  |

| Side two |                                         |          |  |
| N.º      | Título                                  | Duración |  |
| 1.       | «Love Ain't Easy» (B. White, P. Politi) | 6:57     |  |
| 2.       | «I'm on Fire» (Robert Jason)            | 4:04     |  |
| 3.       | «I Found Love» (B. White, P. Politi)    | 7:09     |  |

## Sencillos
- "Any Fool Could See (You Were Meant for Me)" (US R&B #37)
- "It Ain't Love,  Babe (Until You Give It)" (US R&B #58)
- "Love Ain't Easy" (US R&B #75)

- Datos: Q3988294